# جوزيف دودغ
جوزيف دودغ (بالإنجليزية: Joseph Dodge)‏ هو مستشار مالي أمريكي، ولد في 18 نوفمبر 1890 في ديترويت في الولايات المتحدة، وتوفي بنفس المكان في 2 ديسمبر 1964.

## وصلات خارجية
- جوزيف دودغ على موقع الموسوعة البريطانية (الإنجليزية)
- جوزيف دودغ على موقع مونزينجر (الألمانية)